# مكافحة زراعية
المكافحة الزراعية في مجال الزراعة هو ممارسة لتعديل البيئة النامية للحد من الانتشار غير المرغوب لـ الآفات. حيث تشتمل الأمثلة على الأس الهيدروجيني أو مستوياتالخصوبة للتربة المتغيرة أو ممارسات هندسة الري أو كمية أشعة الشمس أو درجة الحرارة أو استخدام الحيوانات المفيدة (مثل الدجاج) أو الحشرات (مثل الدعسوقة). ويمكن أن تتسبب في آثار ضارة للمنظومة البيئية المحيطة بالمنطقة المحددة للمبيدات الحشرية إذا تسربت إليها، والتي قد تُغير المنظومة البيئية بشدة بناءً على آثارها المحددة والضبط الثقافي.